# Apoštolská nunciatura v Nizozemsku
Apoštolská nunciatura, neboli vyslanectví Svatého stolce v Nizozemském království, je instituce plnící diplomatickou úlohu. Apoštolský nuncius je diplomat na úrovni velvyslance zastupující Svatý stolec. Sídlem apoštolského nuncia je Haag. 

## Dějiny
Konkordát s Nizozemskem byl podepsán v roce 1827, a v roce 1829 byla zřízena apoštolská internunciatura v Haagu. Až do roku 1853, kdy byla obnovena katolická diecézní struktura v Nizozemsku, byli internunciové také představenými Holandské mise (Missio Holandica), která byla základní strukturou pro pastoraci katolíků v této zemi. Apoštolskou nunciaturu ustanovil papež Pavel VI. brevem Quantum utilitatis z 22. července 1967.

## Seznam apoštolských internunciů a nunciů v Nizozemsku

### Apoštolští internunciové
- Francesco Capaccini (1829–1831)
- Carlo Belgrado (1848–1855)
- Settimio Maria Vecchiotti (1855–1863)
- Luigi Oreglia di Santo Stefano (1863–1866)
- Giacomo Cattani (1866–1868)
- Angelo Bianchi (1868–1874)
- Giovanni Capri (1874–1879)
- Agapito Panici (1879–1881)
- Francesco Spolverini (1882–1887)
- Aristide Rinaldini (1887–1893)
- Benedetto Lorenzelli (1893–1896)
- Francesco Tarnassi (1896–1899)
- Giovanni Tacci Porcelli (1911–1916)
- Achille Locatelli (1916–1918)
- Sebastiano Nicotra (1918–1921)
- Roberto Vicentini (1921–1922)
- Cesare Orsenigo (1922–1925)
- Lorenzo Schioppa (1925–1935)
- Paolo Giobbe (1935–1958)
- Giuseppe Beltrami (1959–1967)

### Apoštolští nunciové
- Angelo Felici (1967–1976)
- John Gordon (1976–1978)
- Bruno Wüstenberg (1979–1984)
- Edward Idris Cassidy (1984–1988)
- Audrys Bačkis (1988–1991)
- Henri Lemaître (1992–1997)
- Angelo Acerbi (1997–2001)
- François Bacqué (2001–2011)
- André Dupuy (2011–2015)
- Aldo Cavalli (2015–2021)
- Paul Tschang In-Nam (od 16. července 2022)